# Старые дома (пьеса)
«Старые дома» (подзаголовок или другое название — «Всё начинается с любви») — пьеса драматургов Георгия Голубенко, Леонида Сущенко и Валерия Хаита, а также одноимённый спектакль (лирическая комедия с преувеличением в двух действиях и восьми картинах) и музыкальный спектакль (музыкальная комедия в двух действиях, музыка Оскара Фельцмана и тексты песен Роберта Рождественского).

## История создания
После шести лет в КВН в 1972 году команда КВН Одесского института народного хозяйства «Одесские трубочисты» одержала безоговорочную победу, в том числе при непосредственном участии Георгия Голубенко, Леонида Сущенко и Валерия Хаита. Будущие драматурги размышляли, чем заниматься дальше, и решили что-то написать.
После встречи с главным режиссёром Одесского театра музкомедии Матвеем Ошеровским, Георгий Голубенко вспомнил одну историю, которую он наблюдал сам лично: один одессит на Слободке в течение нескольких лет боролся за право остаться в собственном доме, который собирались сносить и строить на этом месте многоэтажку. Соавторам идея понравилась, но Валерий Хаит предложил, чтобы действие происходило не в частном доме, а в многоэтажном доме, чтобы задействовать побольше персонажей.
По словами Л. Сущенко, ему нравилось придумывать неожиданные повороты сюжета, В. Хаит был прекрасным организатором и авторитетом по поэтической части, а Г. Голубенко отлично придумывал шутки и тексты. Авторы приносили написанный материал М. Ошеровскому, он внимательно всё выслушивал, а потом предлагал поработать ещё. Так продолжалось несколько лет. В 1976 году Ошеровский решил, что работа над собственно пьесой закончена и познакомил авторов с композитором Оскаром Фельцманом. Фельцман предложил поэта Роберта Рождественского.
В итоге пьесу раскритиковали на худсовете театра, так как на этом заседании готовилось снятие М. Ошеровского с поста главного режиссёра театра, по словам Л. Сущенко, поддержанное в обкоме партии. Людмила Сатосова в своём интервью инициатором снятия М. Ошеровского называет Михаила Водяного. 
О. Фельцман предложил показать пьесу главному режиссёру Свердловского театра музкомедии Владимиру Курочкину. После его одобрения Фельцман познакомил авторов с писателем и драматургом Леонидом Жуховицким, который отредактировал пьесу. 
Г. Голубенко вспоминал, что авторы мучались с «опереточным» названием, придумали около 50 названий типа «Любовь под аварийным балконом» и похожее, но сошлись на том, что нужно назвать «Старые дома». Л. Сущенко уточняет, что в подзаголовке было написано «Всё начинается с любви», и под этим названием пьеса шла в некоторых театрах.
Премьера спектакля состоялась в 1978 году в Свердловском театре музыкальной комедии. А уже после этого музыкальная комедия была поставлена и в том театре, для которого она первоначально предназначалась — в Одесской музкомедии. Спектакли по этой пьесе шли на сценах примерно 100 профессиональных театров Советского Союза и за рубежом. 
История создания пьесы описывается в юмористическом рассказе Г. Голубенко «Трагедия в лёгком жанре». 

## Действующие лица
- Жильцы дома
  - Пенсионеры
    - Мария Ивановна — председатель домового совета. Пользуется во дворе неограниченной властью, хотя совершенно этим не пользуется.
    - Захар Алексеевич — старый моряк. 60 лет отдал морю и почти столько же воспоминаниям.
    - Эрнест Борисович — бывший актёр. Боец культурного фронта в запасе.
    - Елизавета Семёновна — его жена и поклонница.
    - Тимофей Кузьмич — старый сапожник. По совместительству немного философ.

  -  
    - Андрей — сын Марии Ивановны. Молодой, подающий надежды библиотекарь.
    - Лена Остапчук — просто жена и мать. Очень впечатлительная женщина, 35 лет.
    - Сеня Остапчук — её муж. Специальность — футболист.
    - Стасик Остапчук — их сын. В будущем, возможно, гениальный скрипач. Пока же готов заниматься чем угодно, только не музыкой.
- Посторонние
  - Галя — студентка строительного института, приехавшая на практику. Девушка, не знающая сомнений. Впрочем, и много другого.
  - Степан Сухоруков — строитель. Сносит дома с помощью бульдозера. Но может и без помощи.
  - Почтальон — лицо эпизодическое. Как и все почтальоны.

## Сюжет
Сюжет разворачивается вокруг судьбы жильцов старого дома, стоящего под снос. Галя — невеста Андрея, мужчины, которого соседи считают «сыном полка», то есть общим любимцем и частью большой домовой семьи. Во время визита к его матери Галя сообщает жильцам, что в рамках градостроительного проекта на месте их дома будет разбит сквер, а всех их расселят в современные квартиры с удобствами. Это известие вызывает бурную реакцию: для жильцов, привыкших жить как одна большая семья — с участием в делах друг друга, взаимной поддержкой, ссорами и примирениями — предстоящий переезд становится личной трагедией.
Жители дома начинают активно сопротивляться переселению, вплоть до организации баррикад. Однако по мере развития событий становится ясно, что сохранить старый дом означает принести в жертву любовь между Галей и Андреем. В финале герои отказываются от борьбы, и жильцы покидают старый дом, чтобы начать новую жизнь в новостройках. 

## Музыкальные номера
Действие первое
- Дуэт Андрея и Гали («Всё начинается с любви…»)
- Колыбельная матери («Не вздыхай, сыночек…»)
- Куплеты Захара Алексеевича («Я по морям бродил, и вам должно быть ясно… Хотите верьте, хотите нет…»)
- Песня Андрея и соседей («Ты начал странную игру…»)
- Песня жильцов («Приходит, понимаешь, девчонка, понимаешь…»)
- Песня жильцов («Приятного аппетита приятному человеку… Кушайте, кушайте, что ж вы не едите?..»)
- Песня Андрея («Я не видел своего отца, я его могилы не нашёл…»)
- Песня Степана Сухорукова («Я вас приглашаю на интим…»)
- Песня жильцов («Наш дом — наша крепость, не дрогнет рука…»)

Действие второе
- Песня Гали («Море плещет тихо и доверчиво…»)
- Дуэт Эрнеста Борисовича и Елизаветы Семёновны («Ты понимаешь, не стану я жалеть…»)
- Дуэт Андрея и Гали («Почти наверняка могу ручаться…»)
- Песня Тимофея Кузьмича («Не коли мне глаза, не коли…»)
- Песня Степана Сухорукова — реминисценция («Я вас приглашаю на интим…»)
- Квартет — Сеня, Лена, Стасик Остапчук и Степан Сухоруков («Все стадионы из лучших знают походку мою…»)
- Песня матери («Проходит время, а солнце светит…»)
- Песня Эрнеста Борисовича («Под счастливой звездой я родился…»)
- Старые дома («Спасибо, старые дома, за то, что есть вы!..»)

## Постановки

### Свердловский театр музыкальной комедии
Премьера спектакля состоялась 4 июля 1978 года в Свердловском театре музыкальной комедии. 
Постановочная группа:
- Сценическая редакция — Леонид Жуховицкий
- Режиссёры-постановщики — нар. арт. СССР Владимир Курочкин[8] и Кирилл Стрежнев[9]
- Дирижёр-постановщик — Евгений Бражник
- Художник — Наталья Хренникова
- Балетмейстер — Владислав Разноглядов

Действующие лица и исполнители:
- Галя — засл. арт. РСФСР Галина Петрова
- Андрей — Игорь Калмыков
- Мария Ивановна — нар. арт. РСФСР Нина Энгель-Утина
- Захар Алексеевич — Георгий Энгель
- Эрнест Борисович — Иосиф Крапман
- Елизавета Семёновна — засл. арт. РСФСР Валентина Валента
- Тимофей Кузьмич — засл. арт. РСФСР Николай Бадьев
- Лена Остапчук — Татьяна Скалецкая
- Сеня Остапчук — Раис Галямов
- Стасик Остапчук — Женя Семёнов
- Степан Сухоруков — нар. арт. РСФСР Эдуард Жердер[10]
- Почтальон — Виталий Мишарин

### Одесский театр музыкальной комедии
Премьера в Одесском областном театре музыкальной комедии состоялась 31 августа 1979 года.
Постановочная группа:
- Режиссёр — Борис Бруштейн
- Дирижер — Иван Кильберг
- Балетмейстер — Игорь Дидурко
- Художники — Михаил Ивницкий, Зоя Ивницкая

Действующие лица и исполнители:
- Галя — Галина Жадушкина, Алина Семенова, Тамара Тищенко
- Андрей — Сергей Тищенко, Станислав Ковалевский, Владимир Фролов
- Мария Ивановна — Идалия Иванова, Людмила Сатосова
- Захар Алексеевич — Семён Крупник, Николай Удод
- Эрнест Борисович — Михаил  Водяной, Борис Боровский, Юрий Дынов
- Елизавета Семёновна — Евгения Дембская, Маргарита Дёмина
- Тимофей Кузьмич — Виктор Алоин, Всеволод Применко
- Степан Сухоруков — Валерий Барда-Скляренко[b]

### Хабаровский краевой театр музыкальной комедии
Премьера спектакля в Хабаровском краевом театре музыкальной комедии состоялась в ноябре 1978 года.

### Государственный музыкальный театр Марийской АССР
Спектакль шёл в театре в 1980-х годах.

### Государственный музыкальный театр Удмуртской АССР
Премьера в театре состоялась в театральном сезоне 1979/80 года..
Постановочная группа:
- Сценическая редакция — Леонид Жуховицкий
- В оркестре соло на скрипке исполняет 3. Г. Розен
- Режиссёр-постановщик — А. М. Улитенко
- Дирижёр — Н. М. Лаптев
- Художник — засл. деят. иск. Дагестанской АССР И. А. Абдуллаева.
- Балетмейстер — Д. О. Тхоржевский
- Хормейстер Л. Г. Казберов
- Концертмейстеры — Н. В. Бабенко, В. В. Городилова
- Ассистент балетмейстера — С. А. Кудрявцева
- Помощник режиссёра — Л. Ф Иванова

Действующие лица и исполнители:
- Галя — Л. А. Минина, Н. В. Рогозина, О. В. Трофимова
- Андрей — А. И. Ворошилин, засл. арт. УАССР С. П. Кудрявцев, В. Г. Сладкой
- Мария Ивановна — М. И. Байкузина, засл. арт. УАССР М. И. Галасеева, засл. арт. РСФСР Е. С. Пахомова
- Захар Алексеевич — засл. арт. УАССР Г. А. Городилов, В. И. Демин, Ю. И. Смородин
- Эрнест Борисович — засл. арт. УАССР Г. А. Городилов, В. Н. Нисковских, Н. Н. Ротов
- Елизавета Семёновна — В. Л. Варочкина, засл. арт. УАССР Ю. П. Ефремова
- Тимофей Кузьмич — Л. В. Кузьмин,  засл. арт. УАССР Ю. В. Яковлев
- Лена Остапчук — К. Ф. Кванскова, С. П. Мартьянова, Л. А. Нефедова
- Сеня Остапчук — В. И. Марчук, В. А. Нефедов, Ю. В. Осипов
- Стасик Остапчук — Володя Ворошилин, Алеша Городилов, Л. Ф. Иванова
- Степан Сухоруков — В. А. Нефедов, Ю. В. Осипов, Н. Н. Ротов
- Почтальон — А. В. Кузьмин, Н. Г. Хренов

### Белорусский музыкальный театр
Премьера в Театре музкомедии БССР состоялась в 1981 году.
Постановочная группа:
- Сценическая редакция — Леонид Жуховицкий
- Режиссёр-постановщик — Анатолий Молчанов
- Художник — Н. Хренникова

Действующие лица и исполнители:
- Галя — В. Петлицкая
- Андрей — Г. Харик
- Захар Алексеевич — В. Фоменко
- Эрнест Борисович — К. Лосев
- Елизавета Семёновна — Н. Ревинская

### Ивановский областной драматический театр
Премьера: 7 октября 2008 года
Постановочная группа:
- Режиссер-постановщик — Александр Кладько
- Музыкальное оформление — Александр Кладько
- Музыкальный руководитель — Валерия Сабурова
- Балетмейстер — засл. арт. РФ Людмила Лакомская

Действующие лица и исполнители:
- Галя — Юлия Волкова
- Андрей — Антон Попов
- Мария Ивановна — засл. арт. РФ Людмила Исакова
- Захар Алексеевич — засл. арт. РФ Александр Краснопольский
- Эрнест Борисович — Виктор Лобачев
- Елизавета Семеновна — засл. арт. РФ Галина Лобачева
- Тимофей Кузьмич — засл. арт. РФ Михаил Кашаев
- Лена Остапчук — Елена Иконникова
- Сеня Остапчук — Евгений Семенов
- Стасик Остапчук — Алина Лапшина
- Степан Сухоруков — Андрей Булычев
- Почтальон — Елена Фролова

Музыканты:
- Виолончель — Глеб Куванов
- Скрипка — Лариса Дорогова
- Руководитель трио — засл. работник культуры РФ Вадим Коновалов

В спектакле использованы песни из репертуара Леонида Утёсова.

### Одесский академический украинский музыкально-драматический театр
Премьера в театре состоялась 5 октября 2011 года. Без музыкальных номеров О. Фельцмана.
Постановочная группа:
- Режиссёр-постановщик — нар. арт. Украины Игорь Равицкий
- Сценограф и художник по костюмам — Александр Горенштейн
- Постановщик пластики — Павел Ивлюшкин
- Музыкальный консультант — Анатолий Наливайко

Действующие лица и исполнители:
- Галя — Татьяна Паршакова-Саковская, Ирина Бесараб
- Андрей — Роман Федосеев, Евгений Юхновец
- Марья Ивановна — нар. арт. Украины Ольга Равицкая
- Захар Алексеевич — Павел Шмарев
- Эрнест Борисович — засл. арт. Украины Яков Кучеревский, засл. арт. Украины Игорь Геращенко
- Елизавета Семёновна — засл. арт. Украины Ольга Петровская
- Тимофей Кузьмич — Богдан Паршаков
- Лена Остапчук — Нинель Наточая
- Сеня Остапчук — Валерий Швец
- Стасик Остапчук — ученик школы № 35 г. Одессы Борис Охотниченко
- Степан Сухоруков — Александр Станкевич

### Харьковский академический театр музыкальной комедии
Премьера в театре состоялась 23 февраля 2018 года.
Продолжительность спектакля: 2 часа 10 минут.
Постановочная группа:
- Режиссёр-постановщик — засл. деят. иск. Украины Игорь Коваль
- Дирижёр-постановщик — засл. деят. иск. Украины Ярослав Сорочук
- Художники-постановщики — Тарас Шигимага, Оксана Сторожук
- Балетмейстер-постановщик — засл. арт. Украины Ирина Клепикова
- Режиссёр — засл. арт. Украины Валентина Подорлова

Действующие лица и исполнители:
- Галя — Светлана Тимченко, Алена Чувурина
- Андрей — Алексей Андренко, Роман Куштым
- Мария Ивановна — засл. арт. Украины Валентина Подорлова, Милана Остонен
- Захар Алексеевич — засл. арт. Украины Алексей Гавинский, засл. арт. Украины Александр Бедило
- Эрнест Борисович — нар. арт. Украины Александр Васильев, засл. арт. Украины Анатолий Младов
- Елизавета Семёновна — засл. арт. Украины Валентина Подорлова, Наталия Антоненко
- Тимофей Кузьмич — Анатолий Будний, Юрий Костяница
- Лена Остапчук — Ирина Потолова, засл. арт. Украины Татьяна Цыганская
- Сеня Остапчук — Олег Жемчужин, Сергей Сеник
- Фима Остапчук — Максим Яковенко
- Степан Сухоруков — Иван Орлов, Алексей Серегин
- Почтальон — Наталия Вострикова, Елена Харчук

### Комментарии
1. ↑  Данные в разных источниках отличаются.
2. ↑  Эту роль также репетировал, но не сыграл Олег Школьник[13].